# Valmy
Valmy és un municipi francès, situat al departament del Marne i a la regió del Gran Est. L'any 2007 tenia 281 habitants.

## Demografia

### Població
El 2007 la població de fet de Valmy era de 281 persones. Hi havia 118 famílies, de les quals 28 eren unipersonals (4 homes vivint sols i 24 dones vivint soles), 45 parelles sense fills i 45 parelles amb fills.
La població ha evolucionat segons el següent gràfic:
Habitants censats

### Habitatges
El 2007 hi havia 140 habitatges, 118 eren l'habitatge principal de la família, 2 eren segones residències i 20 estaven desocupats. 139 eren cases i 1 era un apartament. Dels 118 habitatges principals, 97 estaven ocupats pels seus propietaris, 15 estaven llogats i ocupats pels llogaters i 6 estaven cedits a títol gratuït; 3 tenien dues cambres, 11 en tenien tres, 33 en tenien quatre i 71 en tenien cinc o més. 105 habitatges disposaven pel capbaix d'una plaça de pàrquing. A 53 habitatges hi havia un automòbil i a 54 n'hi havia dos o més.

### Piràmide de població
La piràmide de població per edats i sexe el 2009 era:
| Homes | Edats   | Dones |
| ----- | ------- | ----- |
| 0     | 95 o +  | 0     |
| 0     | 90 a 94 | 4     |
| 4     | 85 a 89 | 4     |
| 4     | 80 a 84 | 4     |
| 0     | 75 a 79 | 0     |
| 4     | 70 a 74 | 8     |
| 4     | 65 a 69 | 8     |
| 12    | 60 a 64 | 8     |
| 8     | 55 a 59 | 8     |
| 12    | 50 a 54 | 4     |
| 0     | 45 a 49 | 12    |
| 12    | 40 a 44 | 12    |
| 12    | 35 a 39 | 16    |
| 12    | 30 a 34 | 0     |
| 12    | 25 a 29 | 16    |
| 16    | 20 a 24 | 8     |
| 4     | 15 a 19 | 4     |
| 8     | 10 a 14 | 4     |
| 12    | 5 a 9   | 4     |
| 4     | 0 a 4   | 12    |

## Economia
El 2007 la població en edat de treballar era de 181 persones, 138 eren actives i 43 eren inactives. De les 138 persones actives 128 estaven ocupades (64 homes i 64 dones) i 10 estaven aturades (5 homes i 5 dones). De les 43 persones inactives 21 estaven jubilades, 13 estaven estudiant i 9 estaven classificades com a «altres inactius».

### Ingressos
El 2009 a Valmy hi havia 121 unitats fiscals que integraven 298,5 persones, la mediana anual d'ingressos fiscals per persona era de 19.299 €.

### Activitats econòmiques
Dels 13 establiments que hi havia el 2007, 2 eren d'empreses alimentàries, 1 d'una empresa de construcció, 3 d'empreses de comerç i reparació d'automòbils, 2 d'empreses de transport i 5 d'empreses d'hostatgeria i restauració.
Dels 5 establiments de servei als particulars que hi havia el 2009, 1 era una fusteria, 1 electricista i 3 restaurants.
L'únic establiment comercial que hi havia el 2009 era una fleca.
L'any 2000 a Valmy hi havia 16 explotacions agrícoles.

## Poblacions més properes
El següent diagrama mostra les poblacions més properes.